# Mons Rümker
Mons Rümker – samotna formacja wulkaniczna, położona w północno-zachodniej części widocznej strony Księżyca, na północy Oceanus Procellarum (Oceanu Burz), na południe od Sinus Roris (Zatoki Rosy). Góra tworzy dużą kopułę o średnicy 70 km, wznoszącą się na wysokość 1,1 km ponad otaczającą równinę. Jej nazwa, nadana w 1935 roku upamiętnia niemieckiego astronoma Carla Ludwiga Christiana Rümkera.
Mons Rümker składa się z 30 kopuł, łagodnie wznoszących się na kilkaset metrów. Są one pozostałością wulkanów tarczowych, z których wypłynęła wolno stygnąca lawa. Niektóre z nich mają mały krater na szczycie.
Góra jest oddzielona skarpą od okalającego ją morza. Płaskowyż wznosi się na 0,9 km na zachodzie, 1,1 km na południu i 0,65 km na wschodzie. Jej powierzchnia jest stosunkowo jednolita; analiza spektroskopowa wskazuje na jej pochodzenie z morza księżycowego. Szacuje się, że Mons Rümker powstała z 1800 km³ lawy.